# Torre MSC
La Torre MSC es un rascacielos de Génova en Italia.

## Historia
La construcción del edificio, cuyo nombre durante las fases de desarrollo era Centro Direzionale di San Benigno - Comparto 2, comenzaron en 2008 y se acabaron en 2014.

## Descripción
El rascacielos mide 100 metros de altura y cuenta con 23 pisos, siendo el quinto edificio más alto de Génova. El edificio se compone de un pedestal de 10 pisos destinado al estacionamiento sobre el que se encuentran tres torres interconectadas ocupadas por oficinas.